# Extrawettsteinina
Extrawettsteinina is een geslacht van schimmels behorend tot de familie Pleosporaceae. De typesoort is Extrawettsteinina minuta. Deze soort is later hernoemd naar Kriegeriella minuta.

## Soorten
Volgens Index Fungorum bevat het geslacht twee soorten (peildatum december 2021):
| Soortnaam                    | Auteur(s)           | Publicatiejaar |
| ---------------------------- | ------------------- | -------------- |
| Extrawettsteinina andromedae | (Auersw.) M.E. Barr | 1987           |
| Extrawettsteinina pinastri   | M.E. Barr           | 1972           |